# Petar Želalić
Petar Želalić (1727—1811) bio je vitez malteškog reda.

## Biografija
Petar Želalić je rođen juna 1727. u Bijeloj od oca Jova i majke Jane, rođene Lučić. 
“Šambek” je tip manjeg broda pogodnog i za trgovinu, i za ribarstvo, a naročito za gusarenje. Takav brod je imao kapetan Petar Želalić, sa posadom od svega deset ljudi. Ličio je na igračku u odnosu na sultanov brod „Velika sultanija”. Bio je to novi brod, tek porinut u more, jedan od najljepših i najvećih tadašnjih turskih brodova. Osim lakšeg naoružanja, na njemu su bila i 82 topa. Do susreta dva broda došlo je u Egejskom moru. Ispaljeni su upozoravajući plotuni sa sultanovog broda. Kapetan Želalić nije imao izbora nego da naredi spuštanje jedara i da čeka lagano zaustavljanje broda.
Turci su čitavo Egejsko more smatrali svojim teritorijalnim vodama. Šambek su zaplijenili i pod naoružanom turskom komandom uputili u najbližu tursku luku. Želalića i tri njegova bliža saradnika prebacili su kao robove na „Veliku sultaniju”. Tamo su zatekli još 83 roba od kojih su 11 bili Bokelji. Sve su to bili zapovjednici i oficiri zaplijenjenih ili potopljenih hrišćanskih brodova. Za te robove su Turci tražili velike otkupe.
Matična luka Želalićevog „Šambeka” je bila Malta. Od tamo se nije niko javljao da ponudi otkup, a svoju rodbinu u Boki Želalić nije pominjao. Više od dvije godine je sa svojim drugovima robovao, očekujući tursku milost, kad otkupa nema. Zbog toga se dobro ponašao i stekao povjerenje kod Turaka. Jednog septembarskog petka Turci su proslavljali posebnu svečanost. Zbog velikih zasluga, sultan Mustafa III je odredio novo ime svom lijepom brodu. Iako je i do tada nosio veliki naziv, to je ipak bila sultanija (princeza). Veličanstveniji je bio novi naziv: “Kruna otomanska“.
Veći dio posade je dobio nagradni izlaz na ostrvo Kos, ispred kojeg je brod bio usidren. Na brodu je ostala straža od stotinak ljudi. Nagrađeno je i nekoliko robova, ali samo izlaskom na palubu. Nije bilo opasnosti da pobjegnu skakanjem u more. Morali bi isplivati na tursko kopno, a zna se što bi ih tamo čekalo. To im nije ni padalo na pamet, ali se Želaliću nešto drugo motalo kroz glavu.
Kada je došlo vrijeme klanjanja, straža se razrijedila. Jedni su htjeli da to obave u posebnoj prostoriji potpalublja. Ostali su se zaneseno klanjali na palubi. Želalić je to iskoristio, zabranio ulaz u tursku prostoriju za klanjanje tako da se iznutra ne može otvoriti, a otvorio potpalubnu prostoriju za robove. Oni su dograbili motke i sve što im je došlo do ruku, neki i noževe iz kuhinje i navalili na iznenađene stražare na palubi. Mnogi stražari su poskakali u more. Ko je pružio otpor, bio je posječen. Iako nikada nije komandovao tako velikim brodom, Želalić je preuzeo komandu, naredio dizanje sidara. I razvijanje jedara. Odmičući kroz arhipelag, Želalić je propisno odgovarao na pozdrave turskih obalnih straža. Imao je kad naučiti kako to Turci rade. Dok su stigle ondašnje sporohodne vijesti do isturenih turskih straža, „Kruna otomanska” se izgubila iz vida daleko na horizontu.
Nova nevolja je nastala kada se oteti turski brod približavao malteškoj obali. Iako Želalić nije plovio pod turskom zastavom, nastala je panika na Malti čim je brod primjećen. Na Malti se dobro znalo za po zlu proslavljenu „Veliku sultaniju”. Promjenjeno ime Maltežanima nije ništa značilo. Osuli su paljbu prema brodu sa svih obalnih topova. Uzaludni su bili i Želalićevi signali koje je upućivao sa broda, jer su turska lukavstva bila svima poznata. Želaliću nije preostalo ništa drugo nego da krene u lov na bilo koji brod, jer su od većeg svi manji brodovi bježali čim bi ga primjetili. Prema jednom peškariću je morao ispaliti plotun upozorenja. Kao on nekada, tako su ribari sa peškarića spustili jedra i čekali sudbinu. Srećni ishodom poslušali su kapetana Želalića da otplove na Maltu i saopšte u čijim je rukama turski brod.
Na obali Malte slila se bujica naroda da dočeka i vidi oteti turski brod. Poklicima i veselju nije bilo kraja. Kapetan Želalić je dočekan kao najveći malteški heroj. Brod je procijenjen na basnoslovnu sumu. Ne znajući što će sa tolikom brodinom, Želalić ga je poklonio malteškim vitezovima, u čijem posjeduje bilo i ostrvo Malta. Tada je i kapetan Petar Želalić proglašen vitezom malteškog reda.
Na brodu je bila ogromna vrijednost skupocjene robe, oružja i 84 hiljade zlatnih cekina turskog plijena i 40 zarobljenih Turaka. Zarobljenike je predao malteškim vitezovima, a ostale vrijednosti je zadržao da podijeli sa svojim drugovima. Kolika je to vrijednost bila vidi se po tome što je Želalić od svog dijela sazidao dvije palate na Malti. U znak zahvalnosti Božjoj pomoći za uspješan podvig, sagradio je na Malti i crkvu Svetog Nikole, zaštitnika pomoraca što je bila i njegova krsna slava. Nije zaboravio ni svoj zavičaj. U Bijeloj je sagradio dvije kuće, jednu malu i jednu veliku sa kućnom crkvicom. To je ostavio bratu Marku, a sigurno mu je ostalo još novca, jer je na Malti zasnovao porodicu. Oženio je Maltežanku Mariju, udovicu njegovog noštroma sa šambeka. Muž joj je poginuo u okršaju sa Turcima kada je pomagao Želaliću u otimanju broda „Kruna otomanska”.
Petar Želalić je imao sve uslove da proživi ostatak života sa svojom Marijom u bogatstvu, sreći i zadovoljstvu. Avanturistički duh mu je nalagao da nastavi svoju pomoračku profesiju. Kupio je novi šambek sličan onome kojeg su mu Turci oteli. Odao se gusarstvu isključivo protiv turskih brodova. Svetio im se za dvogodišnje robovanje i ponižavanja koja je morao podnositi. Osvetio je i svoje sapatnike koji su umirali od gladi i bolesti u mračnom potpalublju turskog broda. Osvetio je i svoje drugove koji su poginuli prilikom otimanja broda od Turaka. Nizao je pobjedu za pobjedom, podvige za podvizima, ali sve je ostajalo zasjenjeno grandioznim podvigom koji mu je donio veliko bogatstvo i svjetsku slavu.
Zanimljivo bi bilo saznati sudbinu broda “Kruna otomanska”. Naravno, ime mu je odmah promjenjeno. Malteški vitezovi su ga krstili imenom Santissimo Salvatore” (Presveti Spasitelj). To je toliko uvrijedilo Turke da zamalo nije došlo do mediteranskog rata. Da bi ublažio napetost, francuski kralj Luj XV uputio je na Maltu avgusta 1761. poslanika Valija de Fleurija radi pregovora o otkupu broda. Pregovori su vjerovatno bili uspješni, jer oko toga nije više bilo raspirivanja strasti. O konačnoj sudbini broda nema podataka.
Početkom septembra 1800. Britanci su zaposjeli Maltu. Bilo je to na 40. godišnjicu Želalićevog podviga, kojeg su i Britanci veoma uvažavali. Iako je imao od čega živjeti i u starosti, dodijelili su mu specijalnu penziju. Ne zna se da li je Petar Želalić na Malti ostavio potomstvo. Jedino se zna da je umro na Malti 1811. godine u dubokoj starosti. Sahranjen je uz temelje svoje zadužbine, crkve Svetog Nikole.